# Jarrell Sale
Jarrell Sale (16 settembre 1984) è un calciatore samoano, difensore del Kiwi.

## Carriera

### Club
Ha sempre giocato nel campionato samoano.

### Nazionale
Ha collezionato 10 presenze con la propria Nazionale.

## Palmarès

### Club

#### Competizioni nazionali
- Campionato samoano di calcio: 1

Kiwi: 2012